# Васенцевичі

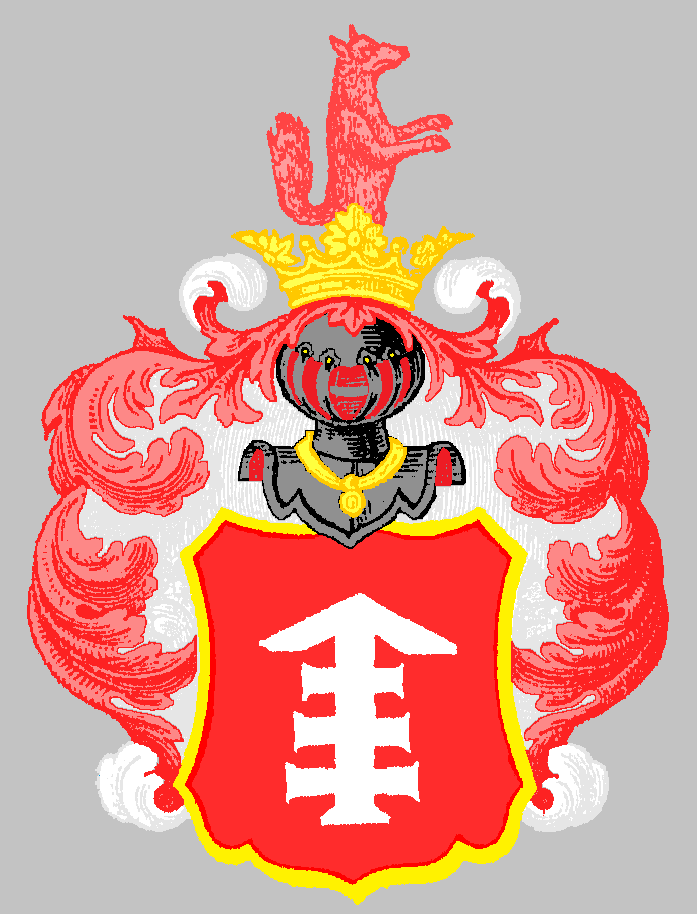
Герб Васенцевичів (Лис)

Васенцевичі — великі київські землевласники XV століття гербу Лис.

## Походження
В польських джерелах знаходимо:
|  | В Литовській метриці є згадка, що в XV столітті маєток Козятичі тобто Бородянка був власністю якогось князя Романа(?) і входив до складу так званих Ясинецьких пізніше Макарівських маєтків. Отож князь Роман, невідомо де і як, втративши двох синів у кривавій катастрофі, яку відчув край у 1482 році від навали Менґлі Ґерая, лишився тільки з однією донькою, яка, будучи єдиною в роду та єдиною дідичкою розлогих маєтків, вийшла заміж за Васенцевича походженням з Литви. Чи він, чи ще його батько, за відвагу проти татар, як каже Несецький, перший отримав шляхетство. Після цього, той же Васенцевич, покидаючи цей світ, заповів свої чисельні волості своїм нащадкам, тобто п'ятьом синам, окрім Бородянки, як і маєтків Ясинич (Макарів), які віддав у придане доньці Марині, яка вийшла заміж за князя Івана Глинського. Тим не менше коли той же Іван Глинський зрадив свій край, король Сигізмунд I, як "після зрадника", вилучив у скарбницю, а пізніше окремою грамотою повернув її братам Марини, тобто: Миколі, Андрію, Якову, Богдану, Павлу та Дмитру Васенцевичам, як, так пише привілей, "правонаступництво по матері". З тих Васенцевичів, дідичів Бородянки, з історії відомо про двох: Яків, черкаський урядник, запам'ятався тим, що одночасно Юрієм Зеновичем їздив до Криму, посланий Сигізмундом I як посол до Менґлі Ґерая. Він отримав велике пошанування у цього хана. Якраз його брат Микола менш знаний з того, що у 1525 році був послом до Москви від того ж Сигізмунда I. З тих п'яти братів тільки двоє, Дмитро та Богдан, залишили нащадків, але згодом з вигасанням лінії Дмитра, уся доля Васенцевичів лягла на нащадків Богдана. З них Макар став власником маєтків Ясинич та Бородянки. Після нього його син Андрій, як і інші його нащадки стали писатися Макаревичами, назва Васенцевич зберігається як прізвисько |

.

## Відомі представники
- Роман — власник Бородянки та Ясинич, дружина — донька князя Романа(?).
  - Микола Романович.
  - Яків Романович — потрапив у полон до Московії. Коли Сигізмунд I поставив у 1509 році питання про його видачу, сам захотів лишитися в Москві.
  - Кшиштоф Романович — тримав Чорнобильський замок протягом двох років перед 1531 роком[4].
  - Марина Романівна — донька. Чоловік Іван Левович Глинський.
- ?
  - Богдан ? — отримав від короля Сигізмунда разом з братами у 1509 році Андрієм та Дмитром: Новий та Старий Руіт, Тоганів, Очків тощо в Київському повіті, які належали їхньому стрию Роману… Мав дружину Олену, а з нею двох синів: Павла та Федора, — і доньку, дружину Івана Копота. Іван Копот подавав скаргу на тещу, що вона нищить маєтки, які її донька та його дружина має отримати.
    - Павло Богданович — у 1509 році вже не жив, а його вдова Єлизавета Войцехівна судиться з Федором Богдановичем Васенцевичем.
    - Федір Богданович — мав дружину Марію Богданівну.
    -  ? — дружина Івана Копота.

  - Андрій ? — отримав від короля Сигізмунда разом з братами у 1509 році Богданом та Дмитром: Новий та Старий Руіт, Тоганів, Очків тощо в Київському повіті, які належали їхньому стрию Роману…
  - Дмитро ? — тримав Чорнобильський замок протягом двох років перед 1531 роком, отримав від короля Сигізмунда разом з братами у 1509 році Андрієм та Богданом: Новий та Старий Руіт, Тоганів, Очків тощо в Київському повіті, які належали їхньому стрию Роману…
    - Макар Дмитрович — засновник роду Макаревичів, у 1533 році на два роки отримав Чорнобильський замок, разом з матір'ю та братом в 1536 та 1537 роках судився з Полозовичем, на військові потреби з братами надав двоє коней.
    - Федір Дмитрович — разом з матір'ю та братом в 1536 та 1537 роках судився з Полозовичем.